# Daniel Whitehouse
Daniel Whitehouse, nascido a 12 de janeiro de 1995 em Manchester, é um ciclista profissional britânico membro do conjunto EvoPro Racing.

## Palmarés
2016
- Tour de Flores, mais 1 etapa[2]

2017
- 1 etapa do Tour de Singkarak
- 1 etapa do Tour de Flores[3]
- 1 etapa do Tour das Filipinas